# Татарська Вікіпедія
Татарська Вікіпедія — розділ Вікіпедії татарською мовою. Заснована 12 вересня 2003 року. Досягла 50 тисячі статей 2013. Станом на лютий 2021 року це 39-та найбільша Вікіпедія в загальному списку. 
Татарська Вікіпедія станом на 29 березня 2025 року містить 502 557 статей, 54 957 зареєстрованих користувачів, 86 активних дописувачів, 6 адміністраторів
. Загальна кількість сторінок в татарській Вікіпедії — 831 143, редагувань — 4 411 692, завантажених файлів — 6821
. Глибина (рівень розвитку мовного розділу) татарської Вікіпедії дуже мала і становить лише 2.3 пунктів
. 